# Egenolf III de Rappolstein
Egelolf o Egenolf III de Rappolstein, nascut a Ribeauvillé el 1527, va succeir amb només vint anys al seu avi Guillem II en les nombroses senyories i els vastos dominis que pertanyen a la casa dels Rappolstein. És a ell que la senyoria de Ribeaupierre/Rappolstein deu el llibre dels estatuts, promulgat el 1550, que regiria la ciutat fins al 1789, estatuts generalment sensats i redactats amb intel·ligència.
El mateix any 1550 Carles V, per un diploma del 3 d'octubre va confirmar a Egelolf i als seus descendents els antics privilegis i immunitats atorgats a la senyoria pels seus predecessors. Egelolf havia perdut de jove el seu pare Ulric IX (mort el 1531) i la seva mare Anna-Alexandrina de Fürstenberg, es va esforçar d'inspirar-li la seva inclinació pel luteranisme. Després de la conclusió de la pau religiosa, va començar a establir ministres evangèlics en alguns dels seus pobles. El 1560, va col·locar un ministre a Heitersheim, feu dependent de l'abadia de Murbach. Però davant de la reclamació de l'abat, la Regència d'Ensisheim (l'administració imperial d'Alsàcia) va fer arrestar al ministre Spahler amb la seva dona i els va empresonar a Altkirch, incident que va causar moltes preocupacions a Egelolf. Aconseguí tanmateix fer-los posar en llibertat.
Va fer llavors la reforma religiosa a Sainte-Marie-aux-Mines, el que li va valer una severa reprimenda de l'emperador Ferran per carta datada a Praga del 5 de març de 1562: «Segons se'ns ha dit, sabem per la cambra d'Ensisheim i pel nostre batlle, el comte Felip d'Eberstein que permeteu a gent de diferents sectes, tals com els anabaptistes, els calvinistes, etc. de quedar-se en països sotmesos a la nostra sobirana autoritat. … Sabem també que heu gosat reformar en diverses esglésies, contràriament a la fe que ens deveu i a les disposicions de la confessió d'Augsburg…; T'ordenem en conseqüència, si vols evitar una mesura més severa d'abolir les sectes i els predicadors, i de posar totes les coses a l'antic mode.» Després d'això Egelolf va tenir pressa de restablir a l'església Auf-der-Matten (= Sobre el prat) a Sainte-Marie-aux-Mines, la pila baptismal i el tabernacle.
Havent-se declarat l'emperador i la regència satisfets, el senyor de Ribeaupierre va deixar de mesurar les aparences i va apostatar obertament. Va fundar la parròquia protestant a la capella del tribunal i va rebre amb la seva família el 18 d'abril de 1563, la comunió sota els dos espais. Tanmateix, els seus esforços per empènyer els seus súbdits a l'adopció de la Reforma van avortar gairebé tots, estant obligats a guardar sempre certs miraments enfront del cap de l'Imperi.
Va morir el 1585. Segons un segell de 1567, les seves armes eren: escut quarterat al Ier i 4t de plata amb tres caps d'àligues amb elements de sable, coronats i picotejats d'or; als 2n i 3r de sable, un lleó d'or coronat igualment, lampassat i armat de gules; sobre el de plata tres escudets de gules, amb la llegenda: S. Egenolph, Herr von Rappolstein, Hohennack und Geroldseck.